# Чехов Олександр Павлович
Олександр Павлович Чехов (нар. 22 [10] серпня 1855, ст. Велика Міцна під Таганрогом — 
пом. 30 [17] травня 1913, Санкт-Петербург) — прозаїк, публіцист, мемуарист. Старший брат Антона Павловича Чехова і Миколи Павловича Чехова, батько актора і режисера Михайла Олександровича Чехова.

## Біографія
Народився Олександр Чехов 10 (22) серпня 1855 року в міщансько-купецькій родині. Батько — Павло Єгорович Чехов (1825—1898), мати — Євгенія Яківна Чехова, уроджена Морозова (1835—1919).
Навчався в Таганрозькій чоловічій гімназії, яку в 1875 році закінчив зі срібною медаллю.
Вищу освіту здобув на природничому відділенні фізико-математичного факультету Московського університету, знав шість мов. У студентські роки публікувався в гумористичних часописах «Глядач», «Москва», «Будильник», що багато в чому сприяло залученню до світу столичної журналістики юного Антона Чехова.
З 1881 року жив у цивільному шлюбі з Ганною Іванівною Хрущовою-Сокольниковою (1847—1888). Двоє його синів Микола і Антон вважалися «незаконними». Вона ж у 1883 році народила Олександру Павловичу дочку Марію, яку він ласкаво називав Мося, але вона померла через пару років.
Після закінчення університету в 1882 році служив по черзі на таганрозькій (1882—1886), петербурзькій (1885) та новоросійській (1885—1886) митницях. У Таганрозі був звільнений за нову повість про зловживання місцевої митниці, яку він опублікував в одеській газеті.
У 1886 році за протекцією брата Антона влаштувався працювати до газети «Новий час». Писав під псевдонімами Агафопод, Агафопод Єдініцін, Алое, пізніше — А. Сивий.
У 1888 році Олександр Павлович овдовів, а наступного року обвінчався з гувернанткою своїх дітей Наталією Гольден (1855—1918). У шлюбі народився син Михайло (1891—1955), згодом знаменитий артист.
Помер 17 (30) травня 1913 року в Санкт-Петербурзі від раку горла. Похований на Літераторських мостках Волкова кладовища в Петербурзі.

## Окремо видані книги

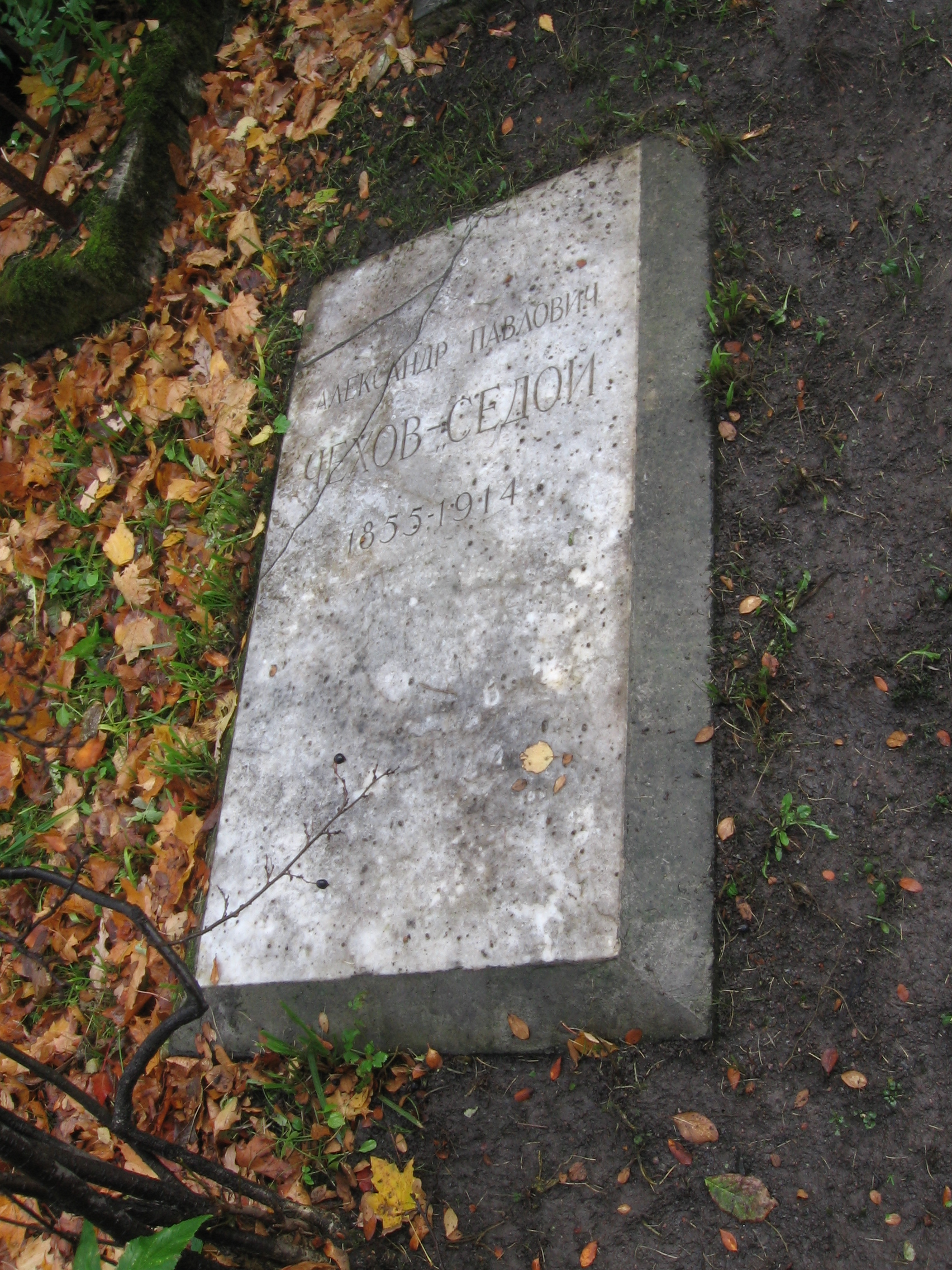
Надгробок Олександра Чехова на Літераторських мостках

- А. П. Седой. В погоне за теплом и солнцем. — СПб., 1913;
- А. Седой (Чехов). Из детства А. П. Чехова. — СПб., 1912;
- А. Седой. В гостях у дедушки и бабушки. — СПб., 1912;
- А. Седой (Ал. Чехов). Хорошо жить на свете! Повесть. — СПб., 1904;
- А. Седой. Княжеские бриллианты [и др. рассказы]. — СПб., 1904;
- А. Седой. Святочные рассказы. — СПб., 1895;
- А. Седой. Птицы бездомные [и др. рассказы]. — СПб., 1895;
- Александр Чехов. Исторический очерк пожарного дела в России. — СПб., 1892.

## Статті
- Чехов А. Исторический момент в области современной геологии // «Исторический Вестник». — 1901. — Февраль. — Т. LXXXIII.